# 蔡镏生
蔡镏生（1902年9月18日—1983年10月24日），男，福建泉州人。中华人民共和国物理化学家、教育家。中国科学院院士。

## 生平
蔡镏生1920年毕业于泉州培元中学。1924年毕业于燕京大学化学系。1932年获美国芝加哥大学博士学位。
1932年回国后在燕京大学任教，蔡镏生在催化动力学研究，光化学研究等方面具有建树。1948年，应邀到美国华盛顿大学担任访问学者。
1949年5月回国，担任燕京大学化学系主任。1952年，院系调整，蔡镏生从燕京大学化学系，到吉林大学化学系担任第一任化学系主任，对吉林大学化学系的创建及发展做出了很大的贡献。1957年，当选中国科学院学部委员。
1983年10月24日在长春逝世。